# 過埤里
過埤里是中華民國高雄市鳳山區的一個里，位於鳳山區最南端，東側是大寮區、南側是小港區，人口18,009人，是鳳山區人口數最多的里。鄰近高雄國際機場，和台88線快速道路。原本多為台糖所屬的甘蔗田，市地重劃後為南鳳山土地開發的起點。

## 外部連結
- 區里e點通-地方點滴-地區導覽-鳳山區-過埤里
- 過埤里行政區域圖